# Matilde Gouveia
Matilde Gouveia é a personagem protagonista da terceira série da telenovela juvenil da TVI, Morangos com Açúcar, interpretada por Joana Duarte. Matilde é uma rapariga muito responsável que cuida dos irmãos mais novos Manel (Tiago Felizardo) e Bia (Mariana Monteiro), no lugar dos seus pais ausentes Luis (Rui Madeira) e Helena (Isabel Medina).
Antes de ingressar no Colégio da Barra para o seu 12º ano, Matilde faz uma viagem a Cuba no Verão, com a sua amiga Vera (Paula Neves) e conhece Tiago (Luis Lourenço), um rapaz a quem salva a vida num acidente de mergulho. Convencidos que são estrangeiros e que nunca mais se voltarão a ver, os dois jovens voltam para Cascais no mesmo avião sem nunca se encontrarem. Mais tarde, Bia encontra Tiago e os dois acabam por se tornar namorados. Matilde marca uma festa de aniversário para a irmã no Oceanário de Lisboa e convida Tiago sem saber quem ele é. Quando se reencontram, os jovens decidem recuperar o tempo perdido, pelo que Matilde falta à festa da irmã. Bia descobre e tenta vingar-se da irmã, até que um amigo, Cristiano (Miguel Bogalho) se apaixona por ela e a ajuda a esquecer Tiago.
Devido a uma discussão entre Tiago e Manel que acaba em violência, Matilde acaba o namoro com ele. Tiago começa então a namorar com uma colega da Escola Secundária dos Navegantes e de voluntariado no hospital, Cláudia. Matilde, por sua vez, inicia uma relação com o melhor amigo de Tiago, Afonso (Francisco Côrte-Real). No final da terceira série, os dois percebem finalmente que ainda gostam um do outro e acabam juntos após uma série de peripécias.
No Colégio da Barra, o grupo de amigas de Matilde inclui Marta (Ana Guiomar), Maria (Dânia Neto), Salomé (Ciomara Morais) e Susana (Diana Chaves). Na sua turma estão ainda Topê (Paulo Vintém), Crómio (Tiago Castro) e Tojó (Diogo Valsassina), bem como a "Popstar" Mónica (Helena Costa) e Nelson (João Pedro Sousa), seu ex-namorado que a tentou violar. Nos tempos livres, Matilde dança Hip Hop nas aulas de Zé Milho (Vítor Fonseca), pratica mergulho, ou encontra-se com os amigos no Bar do Fred.
No verão o seu grupo de amigas é constituido pela sua irmã Bia, Susana, Becas (Sara Prata), Mimi (Jessica Athaide), Catarina (Filipa Oliveira) e as gémeas Rita (Margarida Martinho) e Silvia (Mariana Martinho). Passa grande parte do seu tempo da Surf House de Diana (Sofia Cró).